# Горни-Божинци
Горни Божинци (серб. Горњи Божинци, босн. Gornji Božinci, хорв. Gornji Božinci) — населенный пункт (деревня) в общине Дервента, который принадлежит энтитету Республике Сербской, Босния и Герцеговина. По результатам югославской переписи населения 1991 года в Горни-Божинцах проживало 469 человек.

## Население
В населении Горни-Божинцов подавляющее большинство составляют хорваты.
| 1991                           | - | - | - | - | - | - |
| ------------------------------ | - | - | - | - | - | - |
| 469                            | - | - | - | - | - | - |
| Гистограмма динамики населения |   |   |   |   |   |   |

### Национальный состав
1991 год:
- Сербы — 12 человек (2,56 %)
- Хорваты — 456 человек (97,23 %)
- Югославы — 1 человек (0,21 %)
- Мусульмане — 0 человек (0,00 %)
- Другие — 0 человек (0,00 %)